# Paulo Olivares
Paulo Jesús Olivares Villagrán (Coquimbo, Chile, 27 de marzo de 1990) es un  futbolista chileno  juega de defensa.

## Trayectoria
Surgido de las divisiones inferiores de Colo-Colo, en el año 2009 es enviado a Huachipato donde hace su debut como futbolista profesional. Luego de una rebelde lesión mal diagnosticada en la pretemporada al inicio del 2010 con Huachipato, Paulo se recupera meses después y es Deportes Ovalle quien pone sus miradas en él, siendo uno de los jugadores más importantes de la temporada, manteniendo al club en su división y jugando partidos importantes de Copa Chile. El 2011 firma contrato
con Coquimbo Unido, club en el que está un año, ya que en el 2012 queda libre y se va a Ñublense, donde es parte y protagonista del equipo que consigue el subcampeonato, autor del penal definitivo para el posterior ascenso a la Primera División, ya en primera división realiza una opaca temporada y ese mismo año firma contrato con Barnechea, al año siguiente Santiago Morning es su nuevo club, obteniendo buenas actuaciones en el cuadro microbusero, esto llevó a que el 2015 forme parte de Cobreloa, tratando de buscar el ascenso a Primera División. En 2016 volvió a Ñublense, donde jugo hasta 2018.

## Clubes
| Club             | País  | Año       |
| ---------------- | ----- | --------- |
| Huachipato       | Chile | 2009-2010 |
| Deportes Ovalle  | Chile | 2010      |
| Coquimbo Unido   | Chile | 2011-2012 |
| Ñublense         | Chile | 2012-2013 |
| Ñublense B       | Chile | 2013      |
| Barnechea        | Chile | 2013-2014 |
| Santiago Morning | Chile | 2014-2015 |
| Cobreloa         | Chile | 2015-2016 |
| Ñublense         | Chile | 2016-2018 |